# Gorgosaurus
Gorgosaurus ("Gorgonödla", namngiven efter Gorgonerna i den Grekiska mytologin), en dinosaurie nära besläktad med Tyrannosaurus rex. Gorgosaurus har påträffats i Nordamerika (Alberta, Montana och New Mexico), där den tros ha levt under Yngre Kritaperioden (Campan-skedet) för omkring 77-74 milj. år sedan, samtidigt med de nära besläktade Albertosaurus och Daspletosaurus. Liksom andra släkten i familj Tyrannosauridae är Gorgosaurus känd från många fossil (mer än 20 stycken), varav några nästan kompletta, vilket gör att forskarna vet ganska mycket om den. Gorgosaurus var också den första dinosaurien som man dokumenterade ett fall av hjärntumör hos. Det finns också fossila fynd som tyder på att Gorgosaurus kan ha utövat kannibalism.

## Kännetecken

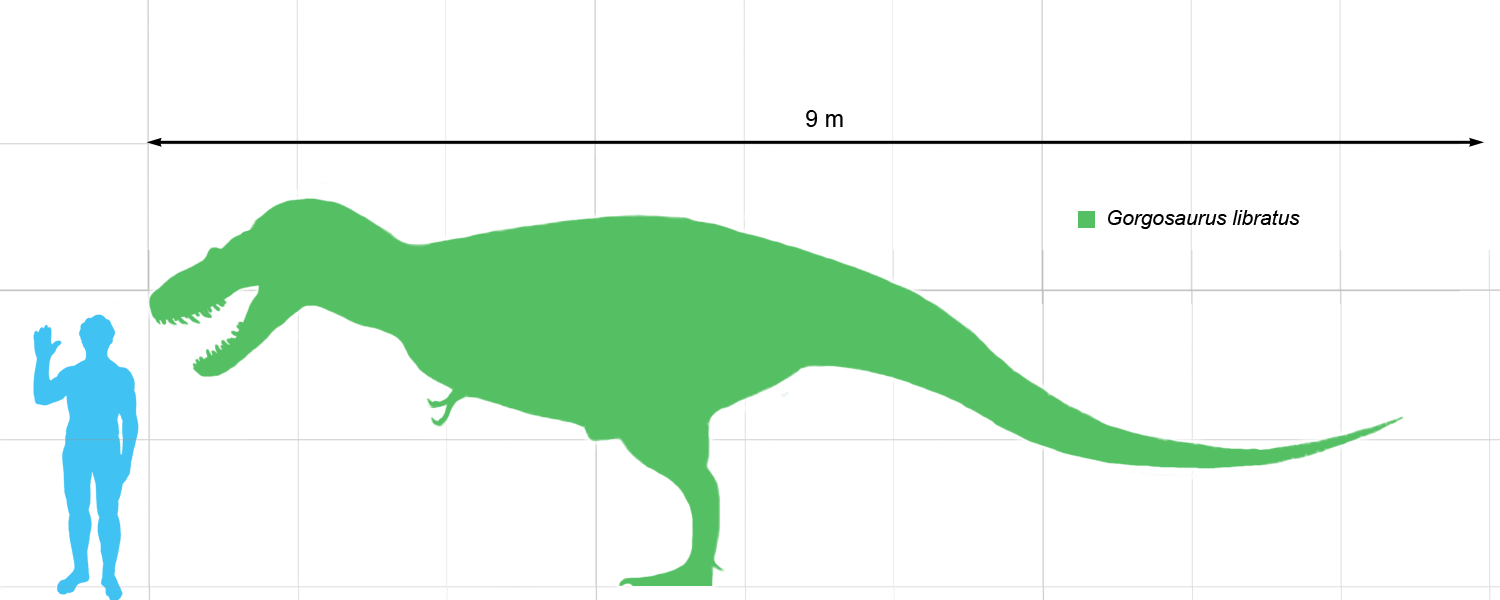
Gorgosaurus storlek jämfört med en människa.

Gorgosaurus var en typisk Tyrannosaurid, och mycket lik Tyrannosaurus till det yttre: den gick uteslutande på bakbenen, hade ganska kraftig kropp, stort huvud med kraftfulla käkar, lång svans och proportionerligt små framben med händer som endast hade två kloförsedda fingrar. Gorgosaurus var dock mindre och lättare byggd än Tyrannosaurus. Ett fullvuxet djur blev cirka 8-9 meter långt från nos till svans, och tros ha vägt omkring 2,5-3 ton.

## Taxonomi

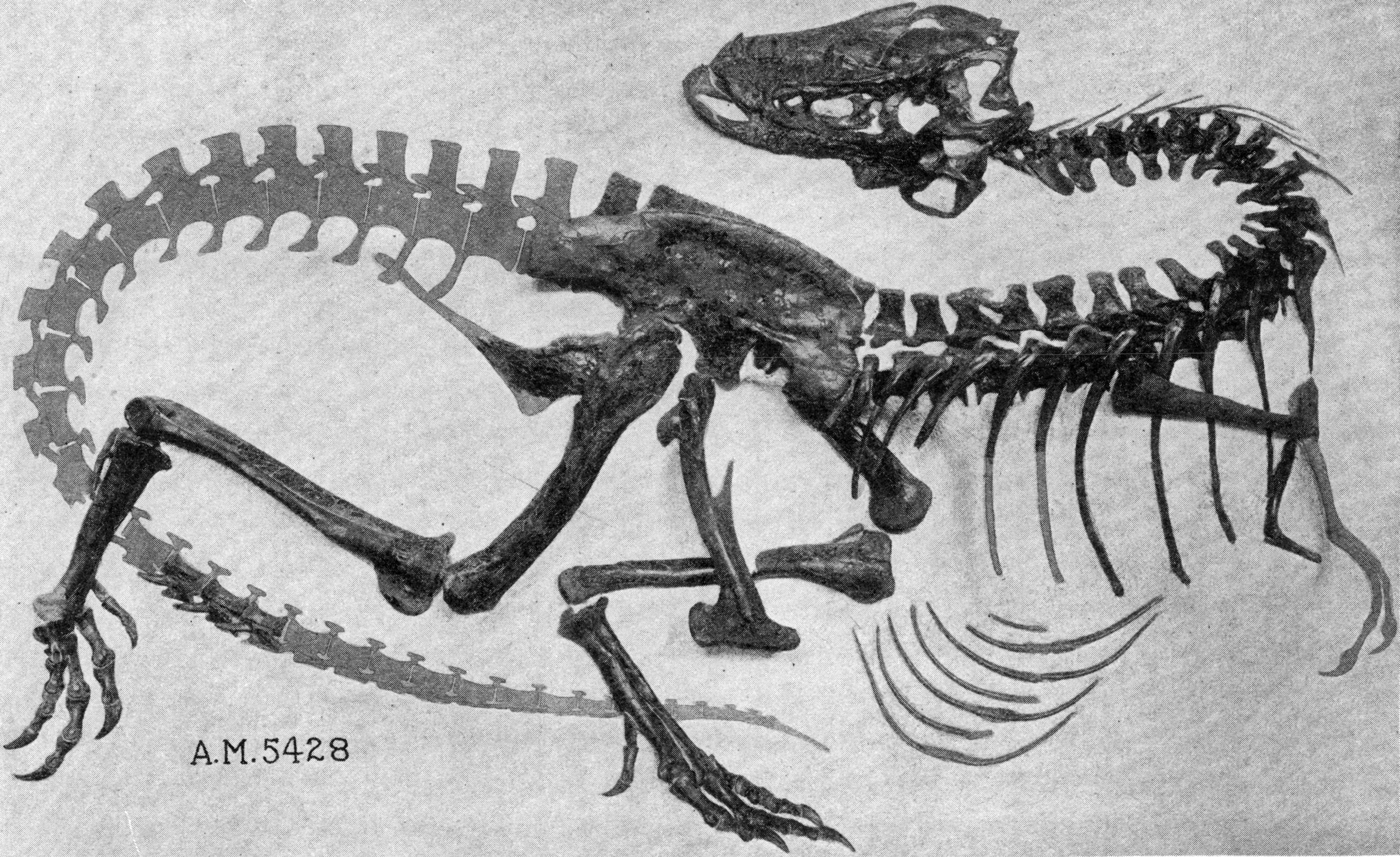
Fossil av Gorgosaurus (AMNH 5428).

Gorgosaurus tillhörde överfamiljen Tyrannosauroidea, en grupp med coelurosaurier vars geologiska era sträcker sig från senare Juraperioden till Kritaperiodens slut för mellan 160 och 65 milj. år sedan. Gorgosaurus ingick i familjen Tyrannosauridae, som florerade i Asien och Nordamerika under yngre Krita. Eftersom Gorgosaurus och de andra tyrannosauriderna numera anses tillhöra underordningen coelurosaurier och inte carnosaurierna, som man tidigare trodde, är Gorgosaurus förmodligen nära släkt med fåglarna, som av majoriteten med forskare betraktas vara ättlingar till små köttätande dinosaurier. Gorgosaurus räknas till underfamiljen Albertosaurinae, vilket gör att den anses närmare släkt med Appalachisaurus och Albertosaurus än den är med Tyrannosaurinae (som bland annat omfattar Daspletosaurus, Tyrannosaurus, Tarbosaurus och Alioramus). 
Det har i det föregångna varit diskuterat om Gorgosaurus skall räknas som ett eget släkte. Russell ansåg 1970 att fossilen tillskrivna Gorgosaurus libratus inte särskilde sig mycket från Albertosaurus, vilket gjorde att han klassificerade om den som en art i släktet Albertosaurus, kallad A.libratus. Detta har senare ifrågasatts (Currie m.fl., 2003), och idag klassas Gorgosaurus åter som ett eget släkte, även om några forskare fortfarande delar Russells åsikt även om man också har kommit fram till att Albertosaurus och Gorgosaurus inte levde under samma tid.

## Populärkulturen
Gorgosaurus förekommer i den datoranimerade dinosauriefilmen Walking with dinosaurs från år 2013 som filmens huvudantagonist även om filmen utspelar sig för 70 miljoner år sen då Gorgosaurus borde vara utdöd. 